# Athletissima 2013
Athletissima 2013 byl lehkoatletický mítink, který se konal 4. července 2013 v švýcarském městě Lausanne. Byl součástí série mítinků Diamantová liga.

## Výsledky
- Archiv výsledků zde [1]

### Muži
| Disciplína     | 1. místo                      | 2. místo                               | 3. místo                           |
| 100 m          | Tyson Gay 9,79                | Asafa Powell 9,88                      | Michael Rodgers 9,96               |
| 200 m          | Churandy Martina 20,01        | Jason Young 20,20                      | Jaysuma Saidy Ndure 20,40          |
| 800 m          | Mohammed Aman 1:43,33         | Pierre Ambroise Bosse 1:44,11          | Marcin Lewandowski 1:44,31         |
| 5 000 m        | Alamirew Yenew 13:06,69       | Hagos Gebrhiwet 13:07,11               | Muktar Edris 13:08,23              |
| 110 m překážek | David Oliver 13,03            | Jason Richardson 13,20                 | Ryan Wilson 13,27                  |
| 400 m překážek | Javier Culson 48,14           | Félix Sánchez 48,58                    | Mamadou Kassé Hanne 48,72          |
| Skok do výšky  | Bohdan Bondarenko 241 cm      | Erik Kynard 237 cm                     | Dusty Jonas Daniil Cyplakov 230 cm |
| Skok o tyči    | Konstadinos Filippidis 572 cm | Augusto Dutra Raphael Holzdeppe 562 cm |                                    |
| Trojskok       | Pedro Pichardo 17,58 m        | Teddy Tamgho 17,40 m                   | Christian Taylor 17,13 m           |
| Vrh koulí      | Ryan Whiting 21,88 m          | Reese Hoffa 21,58 m                    | Dylan Armstrong 20,75 m            |
| Hod oštěpem    | Kim Amb 82,65 m               | Andreas Thorkildsen 81,54 m            | Stuart Farquhar 80,42 m            |

### Ženy
| Disciplína       | 1. místo                    | 2. místo                   | 3. místo                           |
| 200 m            | Marija Rjemjeňová 22,61     | LaShauntea Moore 22,67     | Kimberlyn Duncan 22,73             |
| 400 m            | Francena McCororyová 50,36  | Amantle Montshoová 50,37   | Novlene Williamsová-Millsová 50,87 |
| 1500 m           | Abeba Aregawiová 4:02,11    | Sifan Hassanová 4:03,73    | Siham Hilali 4:04,58               |
| 100 m překážek   | Dawn Harperová 12,53        | Kellie Wellsová 12,58      | Lolo Jonesová 12,60                |
| 3 000 m překážek | Hiwot Ayalewová 9:17,66     | Sofia Assefaová 9:17,69    | Etenesh Diro 9:24,40               |
| Skok daleký      | Blessing Okagbareová 698 cm | Brittney Reeseová 696 cm   | Shara Proctorová 692 cm            |
| Hod diskem       | Sandra Perkovićová 68,96 m  | Yarelis Barriosová 67,36 m | Zinaida Sendriūtė 63,82 m          |